# Combustible fósil
Un combustible fósil es aquel que procede de la biomasa producida en eras pasadas, que ha sufrido enterramiento y tras él, procesos de transformación, por aumento de presión y temperatura, hasta la formación de sustancias de gran contenido energético, como el carbón, el petróleo, o el gas natural. Al no ser energía renovable, no se considera como energía de la biomasa, aunque su origen sea orgánico o de biomasa. Los combustibles fósiles se utilizan en el transporte, la generación de electricidad, el aire acondicionado y la calefacción, la agricultura, la cocina y la fabricación de plásticos.
En 2022, más del 80% del consumo de energía primaria en el mundo y más del 60% de su suministro de electricidad procedían de combustibles fósiles. La quema a gran escala de combustibles fósiles causa graves daños ambientales, ya que las emisiones de gases de efecto invernadero provenientes de los combustibles fósiles son la principal causa del calentamiento global. En 2023 las emisiones alcanzaron un máximo histórico, lo que implica un compromiso prolongado con el aumento de las temperaturas globales en los próximos años. En particular, la acumulación de dióxido de carbono en la atmósfera ha registrado un ritmo sin precedentes: en los últimos veinte años, sus niveles han aumentado más de un 10 %, marcando el crecimiento más rápido observado en la historia de la humanidad.
El reconocimiento de la crisis climática, la contaminación y otros efectos negativos causados por los combustibles fósiles ha dado lugar a una transición política generalizada y a un movimiento activista centrado en poner fin a su uso en favor de las energías renovables y sostenibles. Dado que la industria de los combustibles fósiles está tan integrada en la economía mundial y está tan subvencionada, se espera que esta transición tenga importantes repercusiones económicas. A nivel global, los subsidios a los combustibles fósiles totalizaron alrededor de 1,5 billones de dólares en 2022 según una definición restringida. Los subsidios a los combustibles fósiles superan ampliamente los subsidios que reciben las energías renovables. Muchos de estos subsidios se obtienen gracias al grupo de cabildeo de los combustibles fósiles, que incluye a representantes a sueldo de empresas dedicadas a la industria de los combustibles fósiles (petróleo, gas, carbón), así como a industrias relacionadas como la química, los plásticos, la aviación y otros medios de transporte.

## Primera fuente actual de energía

Fuentes de energía primaria en el mundo en 2006

La Energy Information Administration estimó en 2006 que las principales fuentes primarias de energía en el mundo eran: el petróleo en un 35,9 %, el carbón en un 27,4 % y el gas natural en un 22,8 %. Por lo tanto, con un 86 %, los combustibles fósiles son la fuente de energía principal al mundo. Se pueden usar directamente o bien en centrales térmicas, para obtener electricidad. Algunos combustibles no fósiles utilizados en el mundo como energías primarias en 2006 son la energía hidroeléctrica (6,3 %), considerada energía renovable, la energía nuclear (5,9 %) y en menor grado las energías solar, eólica, geotérmica, etc., que solo suman un 1,0 % de la producción mundial total.
La tendencia actual parece de usarlas cada vez más, al menos mientras sea posible. Por ejemplo, en los diez años comprendidos entre 1996 y 2006 la producción mundial de combustibles fósiles aumentó una media del 26 %, más que la nuclear (16 %) y la hidroeléctrica (20 %).

## Origen
Los combustibles fósiles se formaron por la descomposición anaeróbica de los restos de organismos que se depositaron al fondo del mar o de un lago en grandes cantidades bajo condiciones anóxicas, hace millones de años. Con el paso del tiempo, esta materia orgánica, mezclada con barro, se enterró bajo capas pesantes de sedimentos. Estas capas provocaron niveles altos de presión (unos cien millones de pascales) y temperatura (de centenares de grados Celsius) e hicieron que la materia orgánica se alterara químicamente: primero a un material ceroso llamado queroseno, cuando la temperatura era de unos 50 °C; después, a unos 100 °C, en petróleo; y finalmente, con 120-150 °C, se formó el gas natural.
El carbón se formó a partir de plantas (mayoritariamente árboles) terrestres que vivían en zonas pantanoas o junto al mar, que quedaron enterradas bajo capas de sedimentos. Esta materia orgánica era rica en oxígeno, hidrógeno y carbono. La mayoría de los yacimientos de carbón datan del Carbonífero.
Los combustibles fósiles requirieron de una enorme cantidad de materia orgánica y de tiempo para generarse, así como las altísimas presiones ya mencionadas. Por ejemplo:
- Un litro de gasolina normal es el resultado acumulado de unas 23,5 toneladas de material orgánico antiguo depositado al fondo del océano.[13]
- El combustible fósil total consumido el año 1997 era el equivalente de toda la materia vegetal que creció en la superficie de la Tierra y en todos los océanos a lo largo de 422 años.[13]

## Tipos de combustibles fósiles
Los combustibles fósiles son cuatro: petróleo, carbón, gas natural y gas licuado del petróleo. Se han formado a partir de la acumulación de grandes cantidades de restos orgánicos provenientes de plantas y de animales. Sus restos se acumularon en depresiones como fondos marinos o lacustres, donde quedaron fuera del alcance de los microorganismos descomponedores aerobios. Allí fueron cubiertos por capas de sedimento. La presión y la temperatura crecientes transforman progresivamente esos restos orgánicos en petróleo, carbón y gas, que pueden permanecer in situ o migrar a través de las rocas, separarse, acumularse o incluso escapar a la atmósfera.
Los combustibles fósiles son recursos no renovables, ya que al contrario que otros recursos de origen biológico, como la leña, el carbón vegetal, el biodiésel, no se pueden reponer a corto plazo. La quema de grandes cantidades de reservas de combustibles fósiles no es consistente con limitar el calentamiento global a dos grados centígrados.

### Petróleo

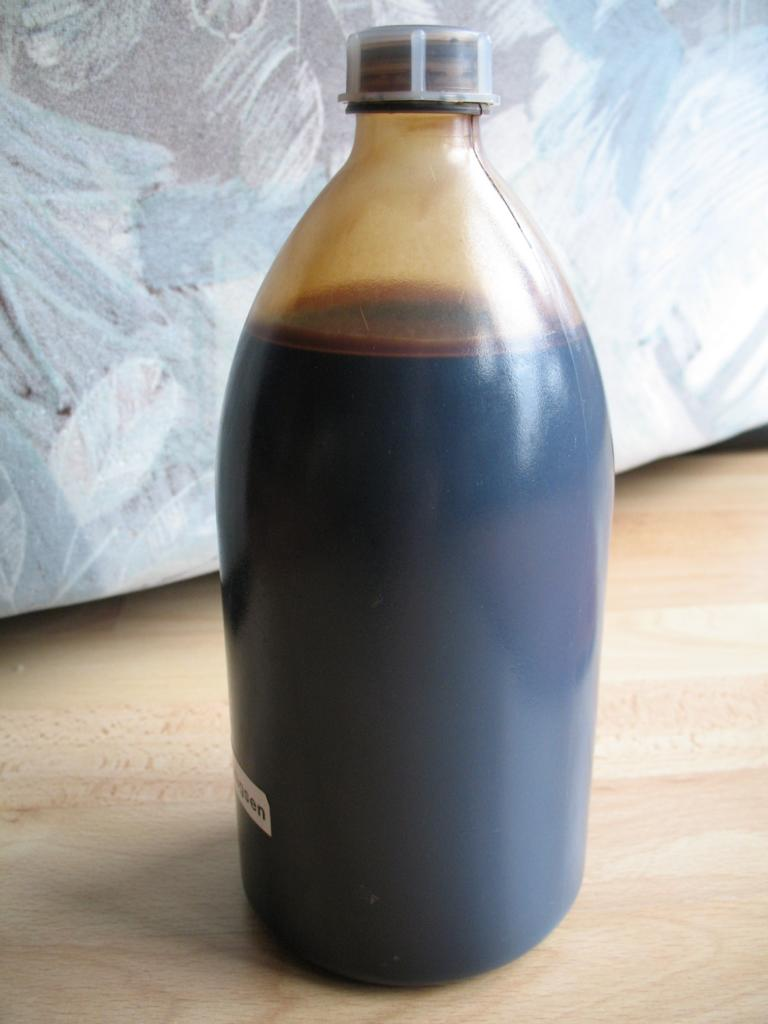
Botella de petróleo

El petróleo es un líquido oleoso compuesto de carbono e hidrógeno en distintas proporciones. Se encuentra en profundidades que varían entre los 600 y los 5000 metros. Este recurso ha sido usado por el ser humano desde la Antigüedad: los egipcios usaban petróleo en la conservación de las momias, y los romanos, de combustible para el alumbrado.
El petróleo y sus derivados tienen múltiples y variadas aplicaciones. Además de ser un combustible de primer orden, también constituye una materia prima fundamental en la industria, pues a partir del petróleo se pueden elaborar fibras, caucho artificial, plásticos, jabones, asfalto, tintas de imprenta, caucho para la fabricación de neumáticos, nafta, gasolina y un sinnúmero de productos que abarcan casi todos campos de la industria.
Es un tipo de combustible fósil líquido y viscoso que proviene de materia orgánica acumulada durante millones de años. Se cree que se formó hace unos cincuenta millones de años después de que el plancton quedara cubierto por diferentes materiales sedimentarios y a una cierta presión y temperatura y por la acción de microorganismos hasta formarse el petróleo. El que se obtiene directamente del yacimiento es el que se denomina petróleo crudo. Para poder utilizar la energía que aporta tiene que pasar por un proceso de transformación, llamado refinamiento.
El refinado del petróleo tiene lugar en las refinerías de petróleo, también llamadas refinerías. Antes que nada hay que limpiar el petróleo crudo antes de que sea conducido a las unidades de fraccionamiento. Una vez limpiado de los restos de agua y arena, empieza el proceso de destilación fraccionada a dos columnas de fraccionamiento, una a presión atmosférica y otra al vacío, que pueden llegar a medir cincuenta metros de altura. El crudo se calienta a unos 320-340 °C y se convierte en gas, este va subiendo por la columna a medida que los diferentes componentes llegan a su punto de ebullición y según van subiendo se van enfriando y condensando a diferentes niveles (platillos).
Una vez condensados se van recogiendo, por orden, los siguientes productos: butano y otros gases licuados del petróleo (GLP), gasolina, queroseno, gasóleo y subproductos utilizados para fabricar fuel, aceites lubricantes y alquitrán. Otros procesos típicos del petróleo son el cracking, para cortar las cadenas de hidrocarburos en otros más pequeñas y con el cual se produce el gas ciudad, por ejemplo; la polimerización, que, al contrario, transforma las cadenas cortas en largas, uniéndolas; el reforming, para modificar las características de las gasolinas; etc.

### Carbón

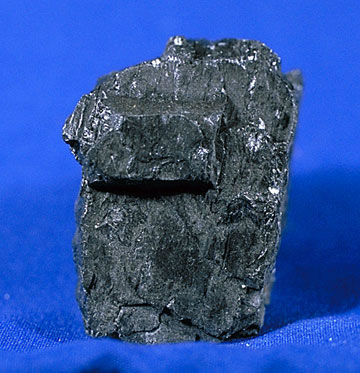
El carbón se utiliza como combustible en las centrales termoeléctricas

El carbón es un mineral que se ha formado a partir de restos vegetales, de distinto origen según la época geológica en la que crecieron. Esos restos, sepultados por sedimentos y sometidos sucesivamente a condiciones de anoxia, y a la presión y temperatura crecientes, se transformaron en los diversos minerales, llamado macerales que forman los carbones. Aunque la mayoría de carbones explotables provienen de los restos de helechos arborescentes que crecían durante el Carbonífero o de las gimnospermas que crecieron durante el Cretácico, —que son los dos períodos geológicos con mayor cantidad de yacimientos—, se encuentran carbones en formaciones depositadas durante todos los períodos geológicos, a partir del Devónico.
La importancia del carbón radica en su capacidad calorífica, que permite su uso como combustible, y en la posibilidad de obtener de él materias primas para la industria carboquímica, que posteriormente pueden utilizarse en la elaboración de otros artículos. Las primeras máquinas de vapor usadas en barcos, trenes y maquinaria industrial se movieron gracias a la energía que suministraba a este material. Posteriormente fue desplazado por el petróleo, pero continúa siendo materia prima para obtener de él productos para la elaboración de plástico, colorantes, perfumes y aceites.

### Gas natural
El gas natural está compuesto principalmente por metano, un compuesto químico formado por átomos de carbono e hidrógeno. Se encuentra bajo tierra, habitualmente en los mismos yacimientos en los que se almacena petróleo. Se extrae mediante tuberías, y se almacena directamente en grandes contenedores de aluminio. Luego se distribuye a los usuarios a través de gasoductos. Es inodoro e incoloro, por lo que antes de distribuirlo se mezcla con metilmercaptano, una sustancia que le da un fuerte y desagradable olor. De este modo, es fácil detectar cualquier escape de gas.
Uno de los procesos más importantes al que se somete el gas natural es la odorización, al cual se le añaden una serie de aditivos que le dan olor para hacer evidentes y facilitar la localización de los escapes. El gas natural se puede usar para generar electricidad y especialmente en tecnologías de alto rendimiento, como son los ciclos combinados; también en el sector de la refrigeración; y como combustible de autobuses urbanos, coches, barcos, etc.; como combustible de gasodomésticos: lavadoras, lavavajillas, etc.; para obtener calor doméstico: horno, calefacción, calentamiento de agua sanitaria, etc.; o como materia prima para la producción industrial.
Se puede obtener gas natural haciendo un tratamiento los residuos orgánicos que separamos en la basura, como los que se hacen por ejemplo al ecoparc de Barcelona. El gas obtenido es exactamente el mismo que el gas natural, ambos son metano, pero solo para indicar de donde proviene, como estrategia de marketing y comercial, se le denomina biogás. Otros combustibles fósiles gaseosos son el butano y el gas ciudad, que se obtienen a partir del petróleo.

## Importancia y uso

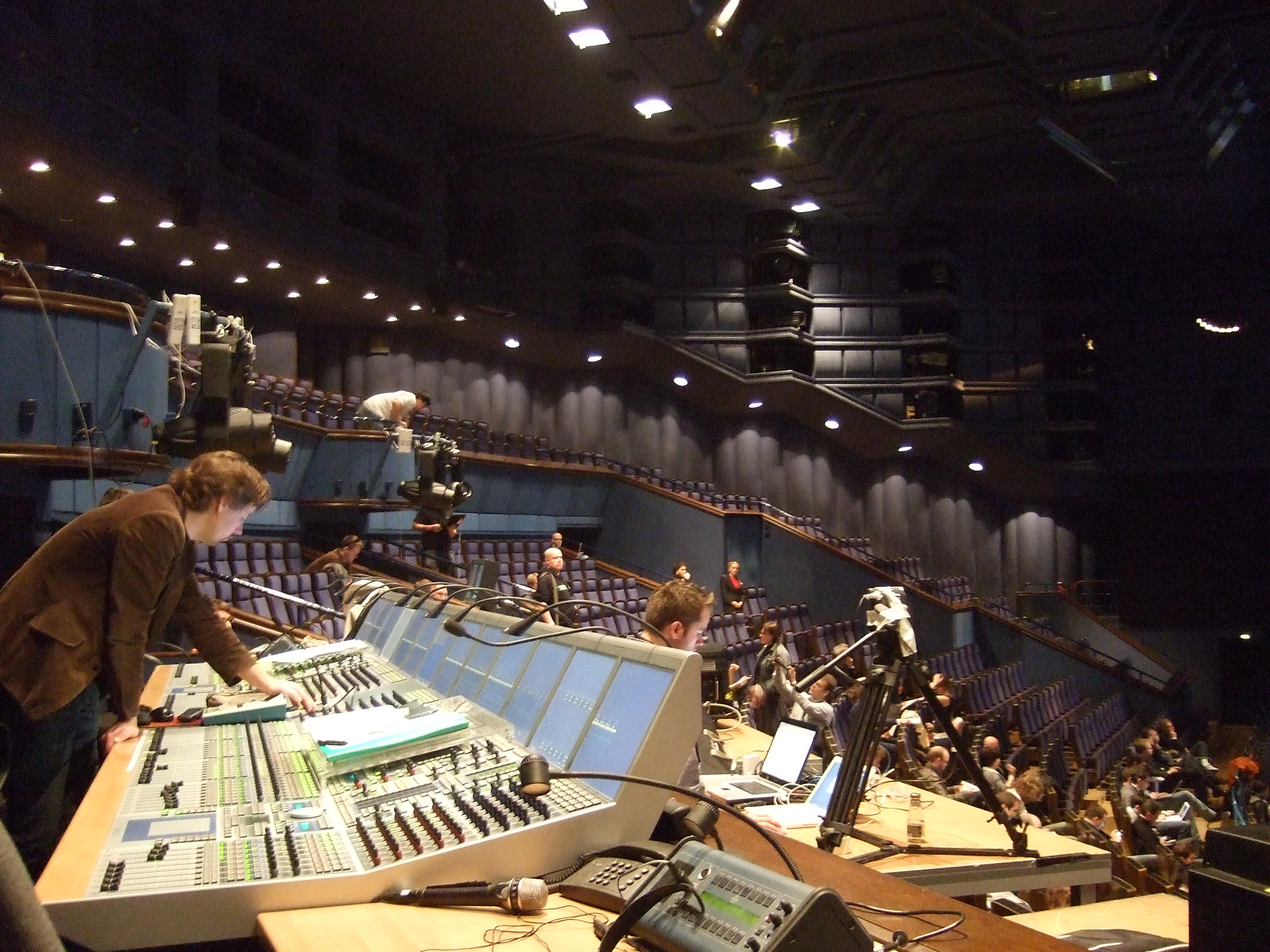
Los combustibles fósiles producen una buena parte de la electricidad que usamos para iluminación, climatización, refrigeración de alimentos y de computadoras, para aparatos eléctricos y electrónicos, etc.

Los combustibles fósiles han sido importantes para el desarrollo humano porque pueden quemarse fácilmente y al tiempo que alimentan los procesos de fabricación de una enorme variedad de productos, desde el acero hasta los plásticos.
En la producción de combustibles fósiles se elaboran también numerosos productos de alto interés económico, útiles para la fabricación de medicamentos, plásticos, fertilizantes, pinturas, materiales de construcción, etc. El carbón y especialmente el petróleo son materias primas importantes para muchos productos químicos.
Antes de la segunda mitad del siglo XVIII, los molinos de viento y de agua proporcionaban la energía necesaria para trabajos como moler harina, serrar madera o bombear agua, mientras que la quema de madera o turba proporcionaba el calor doméstico. El uso a gran escala de combustibles fósiles, carbón primero y petróleo después, en las máquinas de vapor permitió la Revolución Industrial. Al mismo tiempo, se generalizó el uso de lámparas de gas natural o de carbón. La invención del motor de combustión interna y su uso en automóviles y camiones aumentó enormemente la demanda de gasolina y gasóleo, ambos fabricados a partir de combustibles fósiles. Otras formas de transporte, como los ferrocarriles y los aviones, también requieren combustibles fósiles. El otro uso importante de los combustibles fósiles es la generación de electricidad y como materia prima para la industria petroquímica. El alquitrán, un residuo de la extracción del petróleo, se utiliza en la construcción de carreteras.

## Impacto ambiental de los combustibles fósiles

### Cambio climático

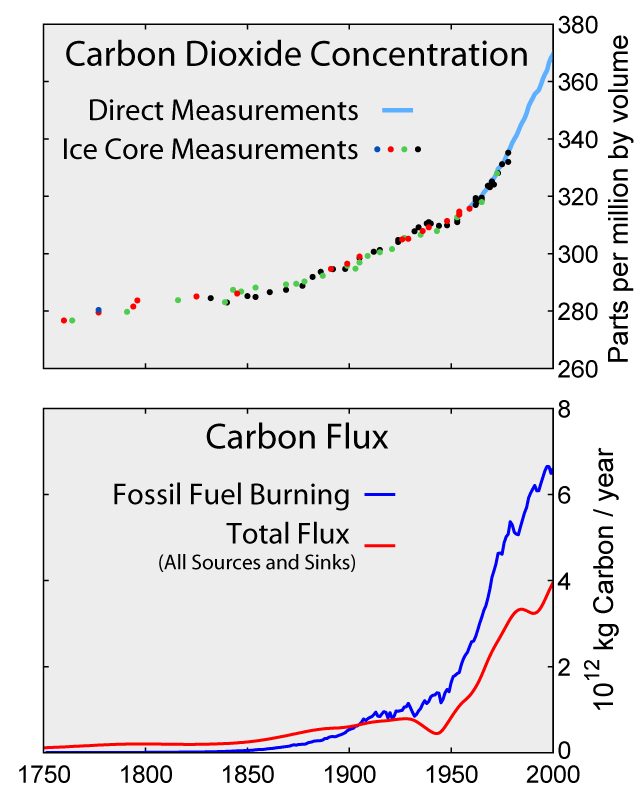
El eje horizontal corresponde a los años. Arriba se muestra la evolución de la cantidad de CO_{2} en el aire, la curva se asemeja a la azul de debajo, que indica la cantidad de combustibles fósiles quemados

Las emisiones de gases de efecto invernadero producto de la quema de combustibles fósiles son la principal causa del cambio climático antropogénico. Estas emisiones se generan tanto en la producción de los combustibles fósiles como en su uso final. Las fugas de gas y el quemado en antorcha son dos ejemplos de procesos que emiten metano.
Estas emisiones contribuyen directamente al calentamiento global lo que ha provocado un aumento constante en la temperatura de la Tierra. Según el Servicio de Cambio Climático del Programa Copernico (C3S) el año 2024 fue el más cálido documentado a nivel global desde que hay registros y el primero en que la temperatura media superó en 1,5 °C el nivel preindustrial.
En todo el mundo, el cambio climático ya está afectando negativamente a los ecosistemas y a las personas, contribuyendo a la extinción de especiesy afectando la producción de alimentosy poniendo en riesgo la seguridad alimentaria, lo que agravará el problema del hambre en el mundo. Para la Organización Mundial de la Salud el cambio climático es la mayor amenaza para la salud humana en el siglo XXI.

El abandono de los combustibles fósiles con el propósito de reducir las emisiones y su reemplazo por energías renovables es un proceso que ya ha comenzado en casi todos los países del mundo.

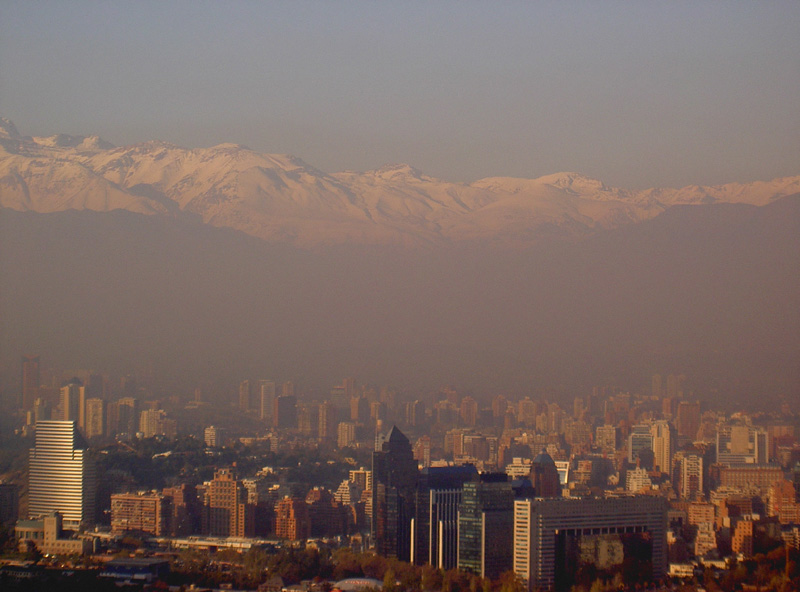
Los combustibles fósiles son los principales causantes de la niebla fotoquímica

### Contaminación atmosférica
Los combustibles fósiles se consideran contaminantes porque su combustión desprende gases de efecto invernadero, que son "radiactivos" en el sentido que absorben fotones de alta energía y desprenden fotones de baja energía, es decir, infrarrojos. Estos combustibles provocan localmente la niebla fotoquímica y globalmente el efecto Callendar. Para obtener energía a partir de estos combustibles hay que quemarlos, entonces se producen reacciones que dan el calor que queremos, y que se puede usar directamente o transformar en electricidad, por ejemplo, pero también contaminantes atmosféricos, que hay que tratar con filtros y ciclones antes de soltarlos al aire. De todas maneras, una parte de los contaminantes sale inevitablemente a la atmósfera terrestre y se expande por todas partes.
Además, ocasionan contaminación atmosférica y, vía el aire, la niebla fotoquímica y la lluvia ácida, del medio acuoso y marino. También se emiten otros gases contaminantes con efectos negativos para la salud y para el ecosistema, de hecho el 80 % de emisiones de monóxido de carbono tóxico, dióxido de carbono, dióxido de azufre y óxidos de nitrógeno son causados por estos combustibles.

### Residuos sólidos
Los residuos sólidos que se generan también se tienen que tratar. La temperatura del aire y del agua tomados de la naturaleza o de la red a los procesos que conciernen estos combustibles se tienen que devolver a unas temperaturas "no muy alejadas" de la temperatura a la cual estuvieron cogidos, este tratamiento es obligado por ley porque incorpora un aumento de coste económico que en principio la empresa no querría asumir. Otros datos contaminantes hacen referencia al paisaje, tanto a la extracción, como las plantas de tratamiento, el transporte y las centrales térmicas.

## Distribución geográfica

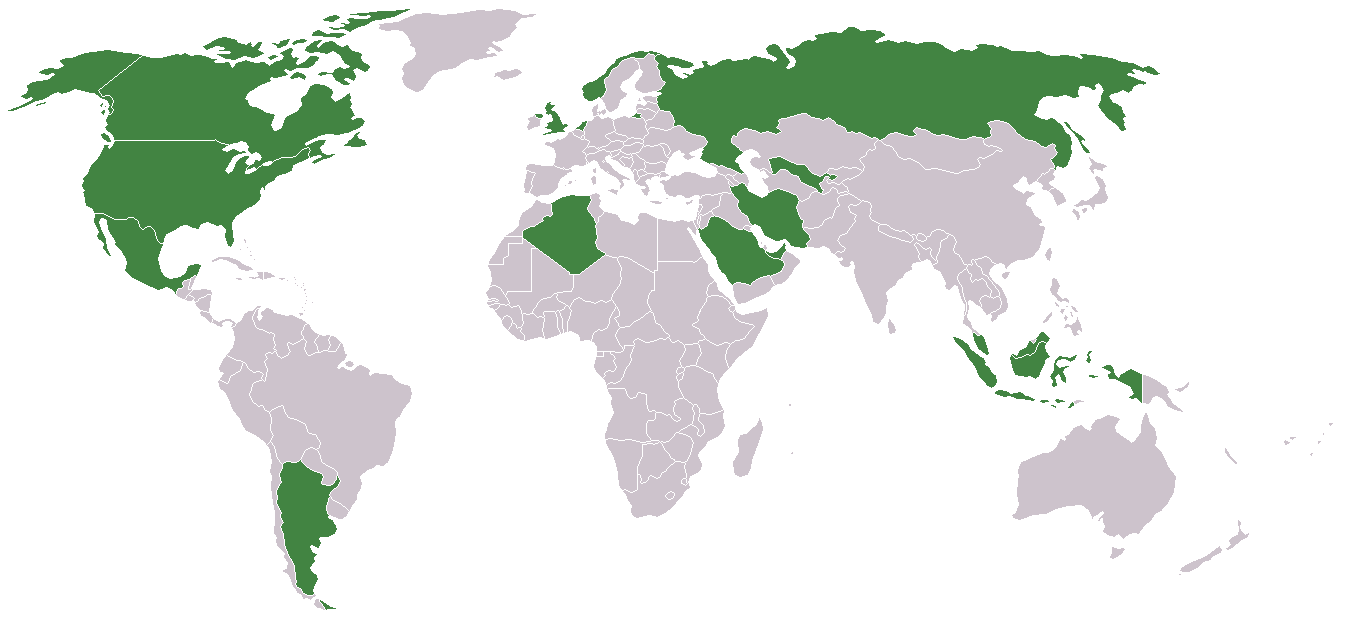
Los países sin gas natural, en gris, son económicamente dependientes de los productores, en verde

La sostenibilidad no hace referencia únicamente al medio ambiente, sino que da igual importancia al bienestar social y a la economía. Por lo tanto, un problema de sostenibilidad lo es también económico

Los combustibles fósiles no están repartidos por igual en todo el mundo, y la dependencia de la sociedad occidental actual con esta hace que también los países que pertenecen dependan económicamente de las empresas productoras a países extranjeros. Es el caso de España, por ejemplo, que en la práctica que depende completamente de Argelia para el suministro de gas natural, y otros países para el carbón y el petróleo.
Los combustibles fósiles se encuentran repartidos de manera muy irregular en la corteza terrestre: ha habido zonas donde el carbón se recogía con las manos, en cestas, al lado de la playa; hay zonas y países pequeños con mucho más petróleo y gas natural del que utilizan; y hay grandes extensiones de territorios, que incluyen muchos países enteros, que no disponen de ningún tipo de estos combustibles. El 80 % de las reservas de petróleo mundiales están en manos de tan solo trece países. Su comercio y transporte requiere grandes cantidades de energía, pero sobre todo crea un grave conflicto de intereses que ha traído a unas cuantas guerras, explotación de personas y otras actividades no muy éticas.
Por otro lado, se trata de productos que no se pueden fabricar de manera viable, puesto que se necesitaría más energía para hacerlo de la que después darían al ser quemados. El hombre es, pues, un recolector de estos combustibles, pero no que puede producir. Su generación se deja en manos de la naturaleza, que necesita centenares de millones de años y unas circunstancias muy especiales para poderlo hacer. Aun así, el consumo de estos por parte de los humanos es mucho más rápido: el carbón se ha utilizado en cantidades relativamente pequeñas desde la Edad Media, en cantidades industriales a partir de la Revolución Industrial y ya era demasiado escaso porque su uso fuera económicamente rentable en el XX. El 1859 se excavó el primer pozo de petróleo, al inicio del XX se empezaron a fabricar los primeros automóviles con motor alimentado por combustibles fósiles y a partir de medios del mismo siglo la mayoría de familias de los países industrializados tenían uno. Se estima que el petróleo se agotará antes del fin del XXI. El gas natural, por su parte, aunque tampoco verá el siglo XXII parece que es en cantidades tales que sobrevivirá al petróleo, pero también es porque solo se usa masivamente hasta los años 60 del XX.
El desarrollo de los países del segundo y tercer mundo va asociado a una mayor demanda de estos productos. Esto también ocurre en los países desarrollados, sin tener en cuenta la sostenibilidad de sus tecnologías, que tendrían que estar encaminadas a crear y potenciar otras fuentes de energía alternativas antes de que no quede ninguna reserva de combustibles fósiles y que esto provoque una parada mundial del transporte, la industria y la economía tal como la conocemos ahora. Por ejemplo, la extracción de petróleo mundial está cayendo un 6,4 % anual, y de aquí a 2030 hará falta 7 veces la producción de la Arabia Saudí para cubrir el crecimiento de la demanda. Sabemos que la solución a los problemas energéticos no vendrá de una sola fuente de energía ni tecnología, debido a la irregularidad de las fuentes de energía renovables, por eso hay que disponer de una buena combinación de fuentes de energía.

## Niveles y flujos

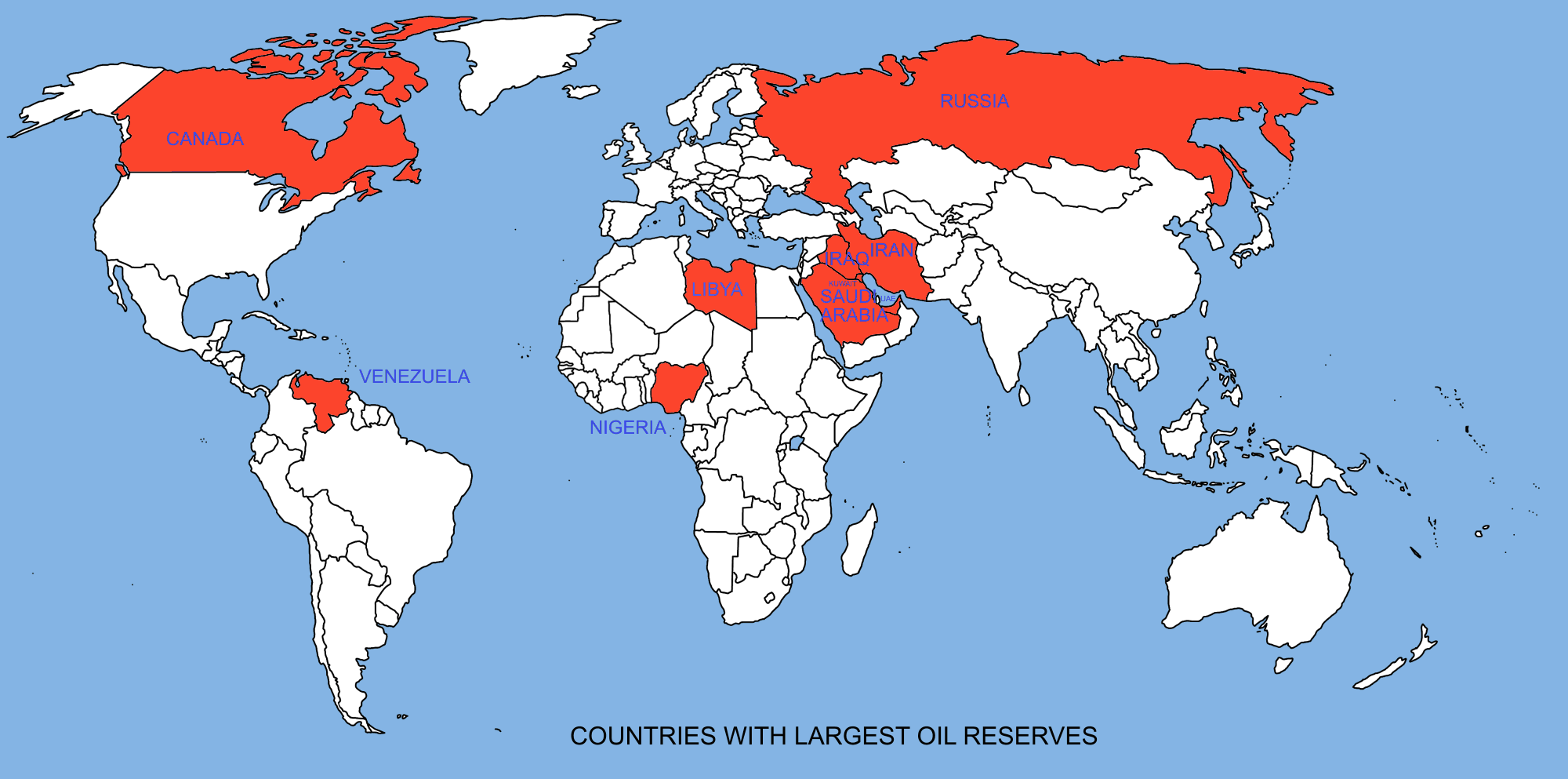
Los diez países con más reservas de petróleo

Los niveles de las fuentes de energía primarias son las reservas que hay bajo tierra, sin tener en cuenta las ya extraídas y almacenadas, por ejemplo. Los niveles pueden aumentar si se descubren nuevos lugares donde hay un combustible fósil, a pesar de que cada vez es más difícil encontrar de nuevos. Los niveles incluyen la cantidad total, de la cual hay que restar la cantidad que no es técnicamente viable de extraer y, a pesar de que esto puede cambiar según la demanda y el aumento de precios, la que no es económicamente viable de extraer.
Los flujos son la producción, la cantidad que se extrae en un tiempo determinado. La parte más importante de las fuentes de energía primarias son las fuentes de energía basadas en el carbono. El petróleo, el carbón y el gas natural representan el 79,6 % de la producción de energía primaria durante 2002.
Niveles (reservas aseguradas) durante 2005-2007:
- Petróleo: 1119-1317 millones de barriles (178-209 millones de m³)[29]
- Gas natural: 175-181 billones de m³,[11] 1161 millones equivalentes en barriles de petróleo (BBOE)
- Carbón: 905 millones de toneladas,[30] 4416 BBOE

Flujos (producción diaria) durante 2006
- Petróleo: 84 millones de barriles por día (13 millones de m³)[31]
- Gas: 2,960 billones de m³,[32] 19 millones equivalentes en barriles de petróleo por día (MBOED)
- Carbón: 9280 toneladas,[32] 29 MBOED

Años de producción restantes bajo tierra según las aproximaciones de reservas aseguradas más optimistas (Oil & Gas Journal, World Oil)
- Petróleo: 43 años
- Gas: 167 años
- Carbón: 417 años

Este cálculo asume que la producción se mantendrá a un nivel constante durante este número de años y que todas las reservas aseguradas se podrían recuperar. En realidad, el consumo de los tres recursos ha ido aumentando. Aunque esto sugiere que cada recurso se agotará más rápidamente, en realidad, la curva de producción es más similar a una curva de campana. En algún momento, la producción de cada recurso en una área, país o al mundo llegará a un valor máximo, después del cual la producción disminuirá hasta que llegue a un punto donde no sea factible económicamente o físicamente posible de producir. Las estimaciones de reservas aseguradas no incluyen reservas estratégicas, que tienen una cantidad global de 4100 millones de barriles.

## Consumo

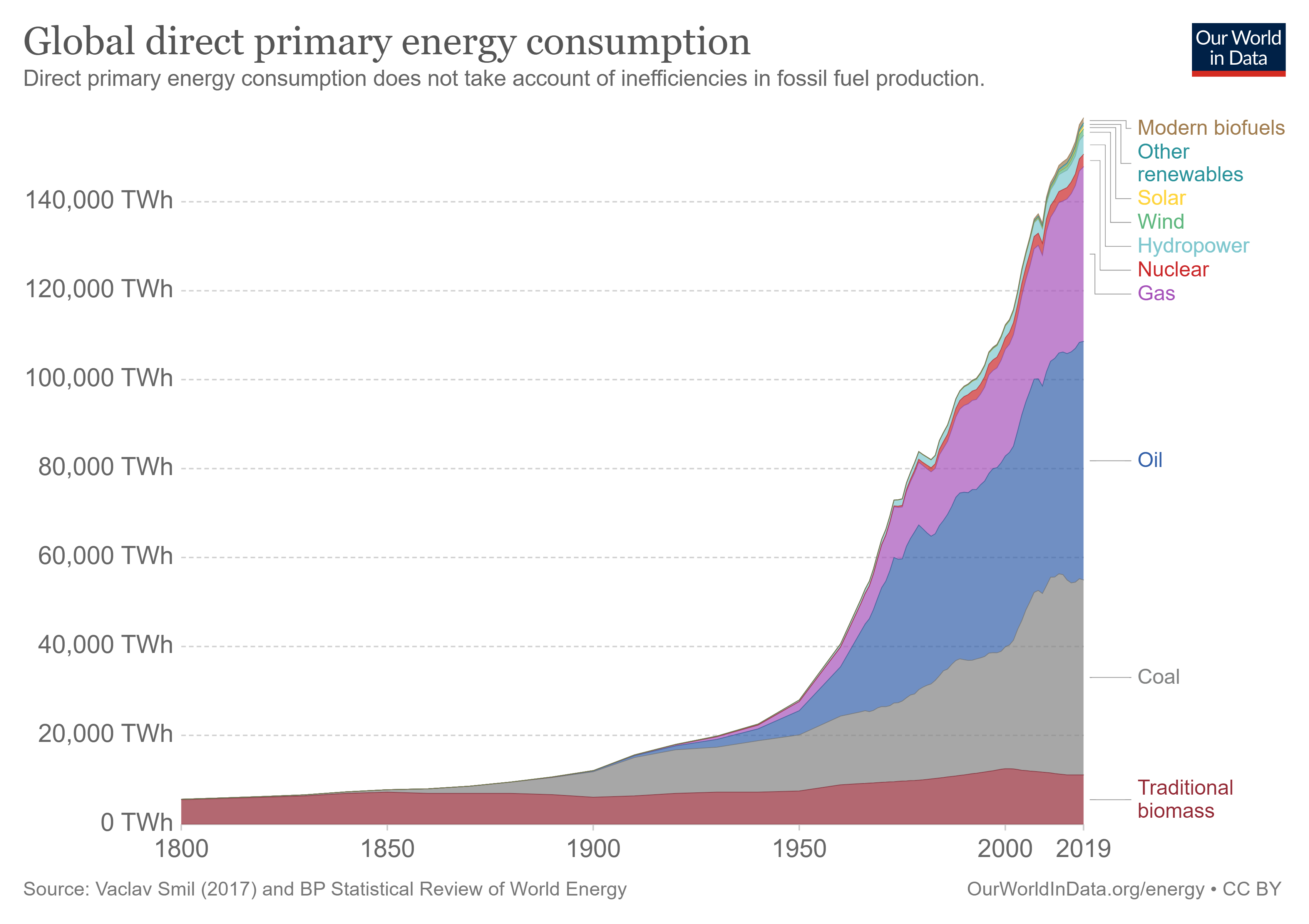
Consumo mundial directo de energía primaria de 1800 a 2019

A lo largo de 2024, el consumo global de combustibles fósiles ha alcanzado niveles récord, con emisiones de dióxido de carbono (CO₂) provenientes de petróleo, gas y carbón que suman aproximadamente 37.400 millones de toneladas, un incremento del 0,8% respecto al año anterior. Los combustibles fósiles continuaron representando una parte importante del mix energético, aportando cerca del 60% de la generación eléctrica global en 2024. El carbón mantuvo su posición como la principal fuente de generación eléctrica a nivel mundial, una supremacía que ha sostenido durante más de medio siglo. Ese año, representó el 35% de la electricidad generada. El gas natural ocupó el segundo lugar, contribuyendo con algo más del 20% durante más de dos décadas. En contraste, las centrales que utilizan petróleo solo aportaron una fracción menor al total de la producción eléctrica.
Aumentaron las emisiones de los distintos combustibles fósiles en 2024: carbón (0,2%), petróleo (0,9%) y gas (2,4%), que contribuyeron con el 41%, el 32% y el 21% de las emisiones mundiales de CO2 de origen fósil, respectivamente. Por países, las emisiones de China (32% del total mundial) aumentaron un 0,2%; las emisiones de Estados Unidos (13% del total mundial) disminuyeron un 0,6%; las emisiones de la India (8% del total mundial) aumentaron un 4,6%; y las emisiones de la Unión Europea (7% del total mundial) disminuyeron un 3,8%. En general, las emisiones en el resto del mundo (38% del total) aumentaron un 1,1%.En 2023, el 70% de la energía primaria de España procedía de combustibles fósiles,la mayoría importados del extranjero.
No obstante, la Agencia Internacional de la Energía (AIE) proyecta que la demanda de combustibles fósiles alcanzará su punto máximo antes de 2030, anticipando una disminución del 25% en su consumo para ese año. Este pronóstico se basa en el rápido crecimiento de las energías limpias y en políticas gubernamentales que promueven la electrificación y la sostenibilidad.
La matriz energética mundial está en proceso de transformación. En 2024, por primera vez, la generación combinada de electricidad a partir de fuentes renovables y energía nuclear alcanzó el 40% del total mundial. Las energías renovables, en conjunto, representaron aproximadamente un tercio de la generación eléctrica global. La hidroeléctrica lideró este grupo con un 14%, seguida por la energía eólica (8%), la solar fotovoltaica (7%) y la bioenergía junto con los residuos (3%). La energía nuclear, por su parte, contribuyó con el 9% del total de la generación eléctrica mundial.
En cuanto a los costos, 62% de las energías renovables eran más económicas que el combustible fósil más barato en 2020. La energía más barata es la solar y la eólica pese a que también hay que valorar la inversión inicial necesaria. Una inversión que está reduciendo sus costes desde hace unos años atrás por diferentes avances.

## Límites y alternativas

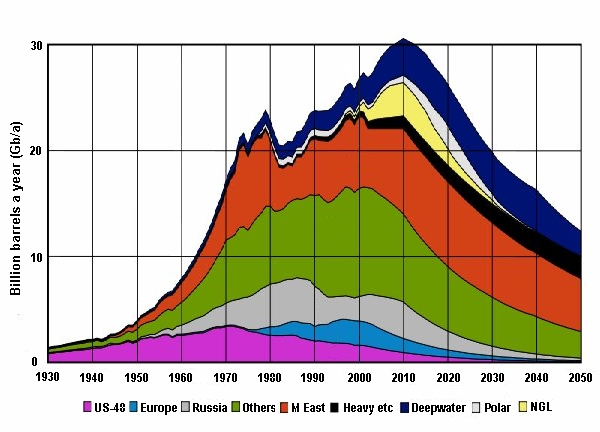
La Asociación por el Estudio del Pico del Petróleo y del Gas estimaba en 2004 que a partir de 2010 la producción mundial de petróleo iría disminuyendo

Según el principio de la oferta y demanda parece que a medida que las reservas de combustibles fósiles vayan disminuyendo, sus precios irán subiendo. A medida que los precios de estos combustibles sean más elevados, la ventaja comparativa a otras fuentes de energía, como por ejemplo las energías renovables, se irá haciendo más grande, hasta llegar un momento en qué sean económicamente más interesantes que los combustibles fósiles.
Así, por ejemplo, las gasolinas artificiales, que hoy no son rentables porque su producción es más cara que la de los combustibles derivados del petróleo, pueden acontecer económicamente viables en uno futuro próximo. También saldrán ganando las energías renovables, como la energía hidráulica, la eólica y la solar, y en algunos casos la geotérmica. Para la producción de electricidad, la que se encuentra en mejor posición, en términos estrictamente económicos, es la energía obtenida en centrales nucleares, que ya tiene un coste de un orden parecido a la obtenida en las centrales térmicas con hidrocarburos.